# Maraand
Maraand (tiếng Ả Rập: مرعند) là một ngôi làng Syria nằm ở Bidama Nahiyah thuộc huyện Jisr al-Shughur, Idlib. Theo Cục Thống kê Trung ương Syria (CBS), Ma vương có dân số 734 người trong cuộc điều tra dân số năm 2004.